# محوطه باستان‌شناسی تپه چهل دختر
محوطه باستان‌شناسی تپه چهل دختر؛ نام تپه محوطه‌ای باستانی مربوط به سده‌های میانه اسلامی است و در شهرستان مشهد واقع شده و این اثر در تاریخ ۲۲ آذر ۱۳۹۵ با شمارهٔ ثبت ۳۱۶۱۵ به‌عنوان یکی از آثار ملی ایران به ثبت رسیده‌است.